# درمان با گیراندازی نوترون بور

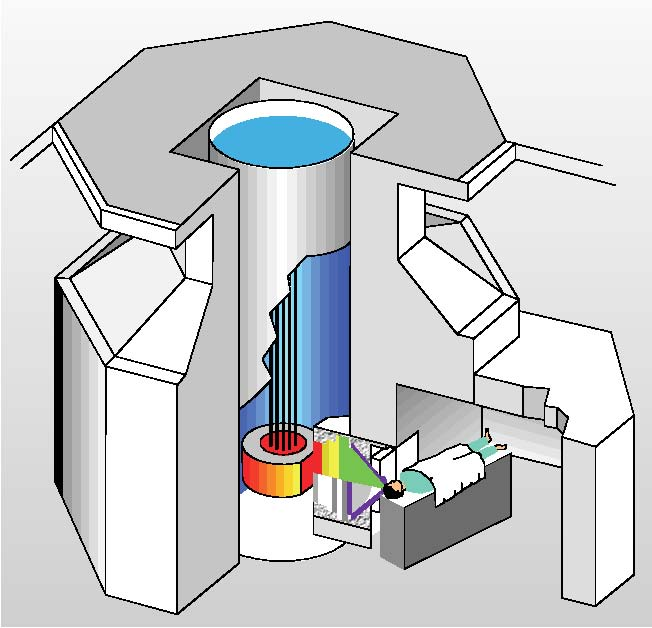
طرح یک سیستم درمانی BNCT در فنلاند

درمان با گیراندازی نوترون بور (به انگلیسی: Boron Neutron Capture Therapy) مشهور به BNCT، نوعی پرتودرمانی است که در آن از ایزوتوپ بور-۱۰، و نیز پرتوهای  نوترون استفاده می‌گردد.
کاربرد این روش در درمان برخی گونه‌های سرطان است.
مراکز معدودی در حال حاضر صاحب این نوع فناوری نوین در فیزیک پزشکی هستند، و این روش هنوز تحت پژوهش قرار دارد، و به صورت جامع وارد پرتودرمانی بالینی نگردیده.
درمان با گیراندازی نوترون بور روشی برای درمان برخی از تومورهاست. در این روش ابتدا به بیمار دارویی تزریق می‌شود که محل تومور را معلوم میکند. این دارو در واقع ایزوتوپی پایدار از بورون است که بر روی یک حامل، که توانایی یافتن تومور را دارد، سوار می‌شود. خاصیت مهم این ایزوتوپ این است که دارای سطح مقطع برخورد بالایی می‌باشد. پس از تزریق بورون بیمار تحت تابش نوترون‌های کم انرژی قرار میگیرد. تابش نوترون‌های کم انرژی به بورون باعث فعال شدن بورون شده و به تولید پرتوهای سنگین باردار پر انرژی منجر می‌شود. تابش این ذرات سنگین باعث از بین بردن بافت‌های نزدیک به محل تولید این ذرات شده که عملا همان بافت تومور می‌باشد. نوترون‌های کم انرژی و بورون وقتی به‌طور جداگانه در محلی حضور داشته باشند تأثیر زیادی روی بافت نخواهند داشت.
یکی از مشکلات اصلی در توسعه این روش مربوط به چشمه نوترونی مناسب و قابل نصب در بیمارستان می‌باشد. یکی از مهمترین چشمه‌های نوترونی که در این روش مورد استفاده قرار گرفته‌است، راکتور تحقیقاتی هسته‌ای است. 
آزمایش بالینی BNCT در ایالات‌متحده،  فنلاند،  ژاپنی،  تایوان،  آرژانتین،  آلمان،  ایتالیا، سوئد و جمهوری چک،  اجرا شده‌است. 
این روش درمانی برای درمان تومورهای مغزی،نارسایی های کبدی،سر و گردن ، شش ها،تیرویید ، هپاتیت و انواع سرطان ها به  کار گرفته می شود. 
اولین آزمایش بالینی BNCT بر روی ۱۰ بیمار با تومور مغزی gbm بین سال‌های ۱۹۵۱ تا ۱۹۵۳ انجام شد.در این مطالعه، Na۲B۴O۷ که به عنوان یک عامل نسبتاً غیر سمی در نظر گرفته می شود ، به عنوان یک داروی BNCT بکار گرفته شد. مشاهده شد که هر ده بیمار به علت وقوع دوباره تومور  بدون افزایش میزان سلامتیشان  فوت کرده‌اند. 
علاوه بر این مطالعه، سه مطالعه دیگر (تا سال ۱۹۶۱) بر روی بیماران مبتلا به تومور gbm انجام شد.ترکیبات ساده  بور معدنی  در این مطالعات به کار گرفته شدند.برای بسیاری از بیماران، عوارض جانبی شدید مانند سوختگی‌های عمیق پوستی گزارش شد. نتایج این چهار مطالعه مشابه نتایج درمان متداول پرتو درمانی بود.از این رو، نتیجه گرفته شد که این داروها به اندازه کافی تاثیرگذار بر روی  تومور مغزی نیستند و اکثر نوترون‌ها خصوصیات نفوذ زیادی ندارند.نا امیدی که از مطالعه اولیه bnct در بیماران انجام شده‌بود, منجر به پایان آزمایش‌های بالینی bnct در ایالات‌متحده شد. 